# Shigeaki Hattori
Shigeaki Hattori – em japonês, 服部 茂章 (Okayama, 3 de novembro de 1963 – Huntersville, 5 de abril de 2025) foi um automobilista japonês.

## Carreira
Sua estreia no automobilismo foi em 1993, disputando a Fórmula 3 Japonesa, onde correu até 1994. Neste mesmo ano, correu na Fórmula Toyota e sagrou-se campeão da categoria.
Mudou-se para os Estados Unidos em 1995, para disputar a Fórmula Atlantic. Ele ainda correu 3 temporadas da Indy Lights (atual Indy NXT) pelas equipes Dorricott Racing, Lucas Place Motorsports e Indy Regency Racing, onde venceu os GPs de Miami e St. Louis, ambos em 1998.

## CART/Champ Car
Shiggy (como era conhecido) foi anunciado como novo piloto da Bettenhausen Motorsports para a temporada de 1999 da CART, substituindo Hélio Castroneves.
Levando o patrocínio da Epson (que o apoiava desde o início da carreira), ele destruiu o Reynard-Mercedes #16 após 12 voltas no Spring Training (período de treinamentos de pré-temporada feito no circuito de Homestead) e prejudicou o cronograma da equipe. Hattori ainda sofreria um violento acidente no primeiro treino livre para o GP de Miami - a telemetria apontou 145G no momento da batida. Levado ao hospital com uma concussão leve, o piloto não foi substituído e estrearia na CART apenas em Motegi, abandonando com problemas na embreagem. Ele chegou a ter sua inscrição barrada para as etapas de Nazareth e Jacarepaguá (onde foi substituído por Gualter Salles) antes de voltar no GP de St. Louis, onde terminou em 15° lugar, embora tivesse danificado a asa dianteira durante o warm-up. Em Portland, após rodar várias vezes nos treinos e abandonar a corrida por decisão própria, Hattori foi afastado pela Bettenhausen para as etapas de Cleveland e Road America.
Em Toronto, o japonês chamou a atenção por ter rodado 4 vezes (3 nos treinos e 1 na corrida), sendo novamente barrado pela equipe. Voltaria a correr em Chicago, onde terminou em 17°. A última participação de Hattori na CART foi em Laguna Seca, onde rodou 3 vezes e teve sua inscrição recusada pelo diretor de provas Wally Dallenbach, que também cassou a superlicença de Shiggy.

## IRL
Entre 2000 e 2003, Hattori disputou a Indy Racing League pelas equipes Treadway Racing, Vertex-Cunningham Racing, Bradley Motorsports e Foyt. Seu desempenho foi melhor do que na CART - em 26 corridas disputadas, largou 12 vezes entre os 10 primeiros e terminou o GP do Texas em sexto lugar, seu melhor resultado na categoria, além de ter liderado 28 voltas.

## NASCAR Truck Series e carreira como dono de equipe

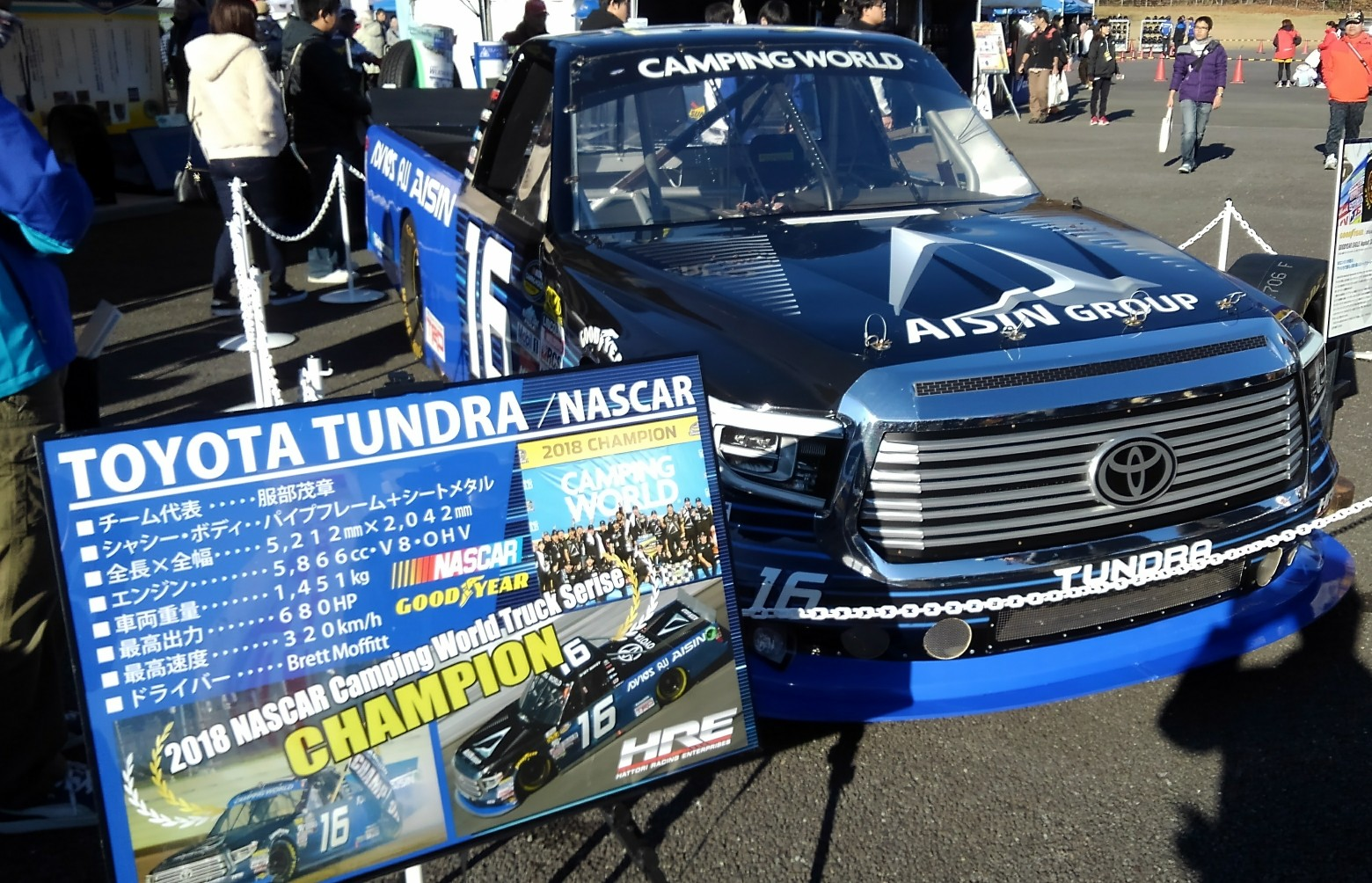
Carro da Hattori Racing Enterprises usado na temporada 2018 da NASCAR Camping World Truck Series, pilotado por Brett Moffitt.

As últimas corridas de Hattori como piloto foram na NASCAR Truck Series, tendo participado de 13 provas (largou em 10) entre 2004 e 2005, ano de sua aposentadoria das pistas.
Em 2008, fundou a equipe Hattori Racing Enterprises, que estreou no GP de Homestead em 2013, tendo como piloto Brett Moffitt, que terminaria como campeão da categoria em 2018. Em 318 corridas disputadas, a HRE venceu 20 provas e conquistou 15 pole-positions.

## Morte
Em 5 de abril de 2025, Shigeaki Hattori faleceu em um acidente automobilístico em Huntersville, na Carolina do Norte. Ele dirigia um Toyota Crown que cruzou a linha central da North Carolina Highway 73 quando bateu de frente com outro carro.

## Resultados

### CART/Champ Car
| Ano  | Equipe                   | No. | Chassis     | Motor               | 1       | 2      | 3      | 4      | 5   | 6      | 7      | 8      | 9   | 10  | 11     | 12  | 13  | 14  | 15     | 16  | 17    | 18  | 19  | 20  | Posição | Pontos | Ref.   |
| ---- | ------------------------ | --- | ----------- | ------------------- | ------- | ------ | ------ | ------ | --- | ------ | ------ | ------ | --- | --- | ------ | --- | --- | --- | ------ | --- | ----- | --- | --- | --- | ------- | ------ | ------ |
| 1999 | Bettenhausen Motorsports | 16  | Reynard 99i | Mercedes-Benz IC108 | MIA DNS | MOT 20 | LBH 26 | NZR WD | RIO | STL 15 | MIL 23 | POR 28 | CLE | ROA | TOR 23 | MIS | DET | MDO | CHI 17 | VAN | LS WD | HOU | SRF | FON | 36°     | 0      | [ 12 ] |

### IndyCar Series
| Ano  | Equipe                   | Chassis      | No. | Motor      | 1      | 2      | 3      | 4        | 5       | 6       | 7      | 8     | 9     | 10    | 11     | 12     | 13     | 14  | 15  | Posição | Pontos | Ref. |        |
| ---- | ------------------------ | ------------ | --- | ---------- | ------ | ------ | ------ | -------- | ------- | ------- | ------ | ----- | ----- | ----- | ------ | ------ | ------ | --- | --- | ------- | ------ | ---- | ------ |
| 2000 | Treadway Racing          | G-Force GF05 | 55  | Oldsmobile | WDW    | PHX    | LVS    | INDY 3   | TXS 8   | PPI 17  | ATL 9  | KTY 8 | TX2 7 |       |        |        |        |     |     |         | 22°    | 109  | [ 13 ] |
| 2001 | Vertex-Cunningham Racing | Dallara      | 55  | Oldsmobile | PHX 13 | HMS 15 | ATL 8  | INDY DNQ | TXS 10  | PPI DNS | RIR 14 | KAN 8 | NSH 7 | KTY 7 | STL 15 | CHI 21 | TX2 16 |     |     |         | 13°    | 215  | [ 14 ] |
| 2002 | Bradley Motorsports      | Dallara      | 12  | Chevrolet  | HMS    | PHX 25 |        |          |         |         |        |       |       |       |        |        |        |     |     |         | 27°    | 78   | [ 15 ] |
| 2002 | Bradley Motorsports      | Dallara      | 12  | Infiniti   |        |        | FON 26 | NZR 10   | INDY 20 | TXS 6   | PPI 19 | RIR   | KAN   | NSH   | MIS    | KTY    | STL    | CHI | TX2 |         | 27°    | 78   | [ 15 ] |
| 2003 | Foyt                     | G-Force      | 5   | Toyota     | HMS 18 |        | MOT 20 |          |         |         |        |       |       |       |        |        |        |     |     |         | 26°    | 43   | [ 16 ] |
| 2003 | Foyt                     | Dallara      | 5   | Toyota     |        | PHX 10 |        | INDY 30  | TXS     | PPI     | RIR    | KAN   | NSH   | MIS   | STL    | KTY    | NZR    | CHI | FON | TX2     | 26°    | 43   | [ 16 ] |